# Rondo turbinowe

Przykład ronda turbinowego.

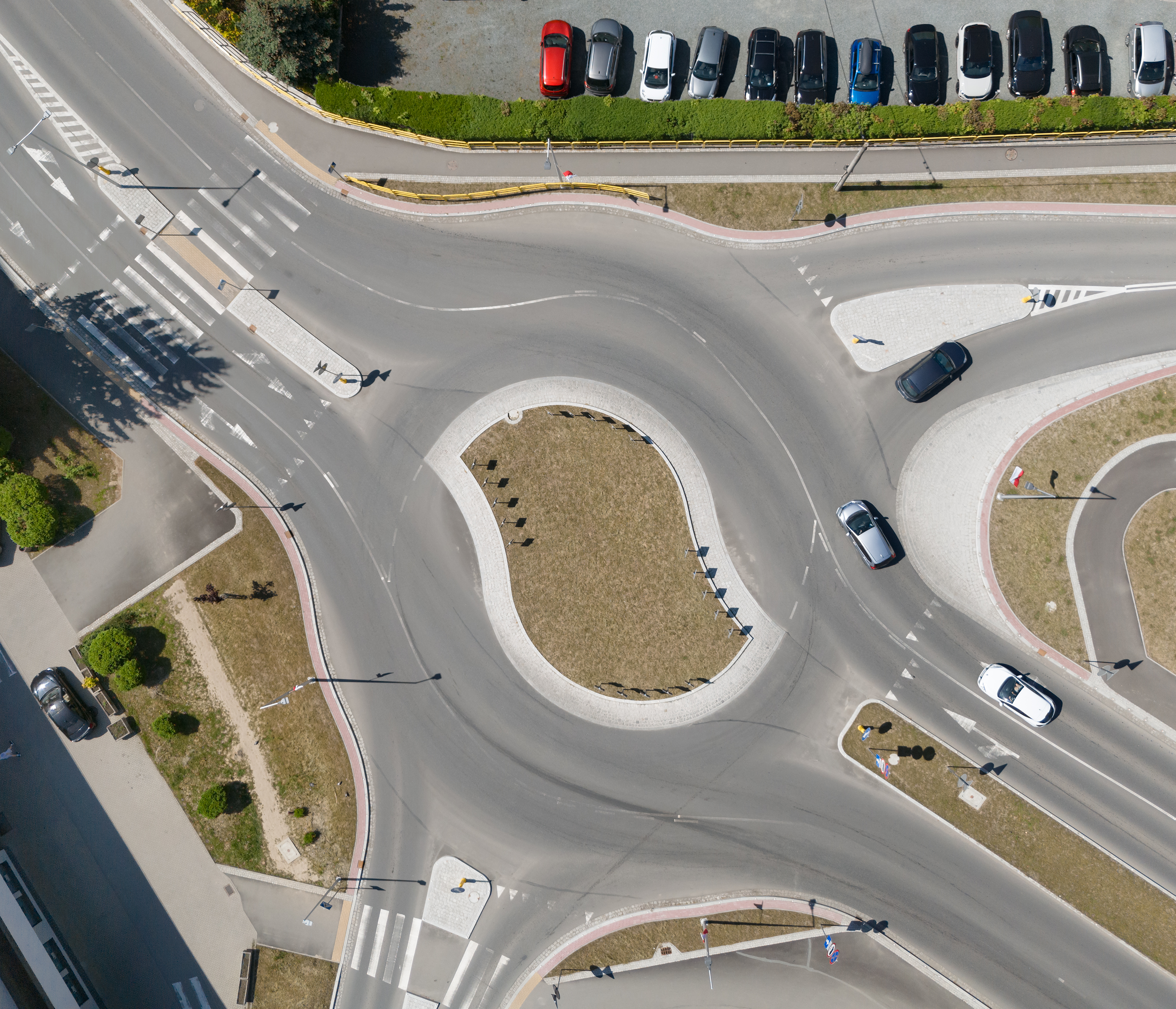
Rondo turbinowe w Kłodzku

Rondo turbinowe – rodzaj ronda zaprojektowanego w taki sposób, że potoki ruchu pasa wewnętrznego i zewnętrznego się nie przecinają.

## Opis
Rondo turbinowe jest innowacyjnym rozwiązaniem układu pasów ruchu ronda o dwóch lub więcej pasach ruchu. Wymyślono je w 1998 roku w Holandii. Jego organizacja wymaga od kierującego, przed wjazdem (wejściem), dokonania wyboru kierunku jazdy oraz właściwego, dla tego wyboru, pasa ruchu. Jest to tu szczególnie ważne, gdyż przez wyniesione wysepki i separatory kanalizujące ruch nie ma później możliwości zmiany pasa ruchu z zewnętrznego na wewnętrzny lub odwrotnie.
Pojazdy poruszające się po rondzie turbinowym są w naturalny sposób kierowane bezkolizyjnie do odpowiedniego wylotu ronda, co przez całkowite wyeliminowanie przeplatania strumieni ruchu zmniejsza ryzyko kolizji. Ustąpienie pierwszeństwa następuje tylko przy wjeździe na rondo, po czym w żadnym punkcie na rondzie, także przy zjeździe z niego, nie występują już punkty kolizyjne z innymi pojazdami.
Istnieje kilka odmian klasycznych rond turbinowych, zależnych od liczby wjazdów i wyjazdów. Możliwa jest taka konfiguracja ronda, która uniemożliwia zawracanie w jednym z kierunków. Czasami wybranie prawego pasa ruchu wymusza skręt w prawo już na najbliższym wylocie, co wyraźnie powinno wskazywać oznaczenie poziome na wlotach. Konstrukcja ronda turbinowego i znaki poziome (strzałka kierunkowa na wprost) mogą również dopuszczać dalszą jazdę do kolejnego wylotu.
Wadą klasycznych rond turbinowych, przez wyniesione wysepki i separatory ruchu, jest utrudnione odśnieżanie. W Polsce spotyka się rozwiązania, które charakteryzują się zastąpieniem wysepek i separatorów liniami podwójnymi ciągłymi P-4, co jest mało skuteczne i na dodatek sprzeczne z § 86 ust. 5 rozporządzenia o znakach i sygnałach drogowych, który mówi, że znak P-4 rozdziela pasy ruchu o kierunkach przeciwnych. Zasypanie linii śniegiem powoduje, że specyficzne oznaczenie ronda turbinowego jest zupełnie niewidoczne i w żaden sposób nie jest odwzorowane na żadnym znaku pionowym.
Rondem turbinowym było rondo w Katowicach przed jego przebudową. Natomiast pierwszym rondem turbinowym w Polsce przy zjeździe z autostrady jest rondo zbudowane w Prądach koło Opola na połączeniu autostrady A4 i drogi krajowej 46. Rondem turbinowym jest Rondo Sybiraków w Zabrzu, znajdujące się pod trasą DTŚ i łączące ją z innymi trasami miasta. Rondem turbinowym jest też rondo Babka w Warszawie.